# 20th Century Masters – The Millennium Collection: The Best of DeBarge
Albums de DeBarge
The Ultimate Collection
(1997) The Definitive Collection
(2008)
20th Century Masters – The Millennium Collection: The Best of DeBarge est une compilation de DeBarge, sortie le 21 novembre 2000.

## Liste des titres
| No  | Titre                     | Album original      | Durée |
| --- | ------------------------- | ------------------- | ----- |
| 1.  | I Like It                 | All This Love       | 4:41  |
| 2.  | All This Love             | All This Love       | 5:54  |
| 3.  | Love Me in a Special Way  | In a Special Way    | 4:15  |
| 4.  | Time Will Reveal          | In a Special Way    | 4:18  |
| 5.  | Who's Holding Donna Now   | Rhythm of the Night | 4:30  |
| 6.  | Stay with Me              | In a Special Way    | 3:49  |
| 7.  | The Heart Is Not So Smart | Rhythm of the Night | 3:53  |
| 8.  | Rhythm of the Night       | Rhythm of the Night | 3:50  |
| 9.  | Stop! Don't Tease Me      | All This Love       | 3:56  |
| 10. | You Wear It Well          | Rhythm of the Night | 3:55  |
| 11. | Who's Johnny              | Inédit              | 4:44  |